# Chlorotalpa
Chlorotalpa é um gênero mamífero da família Chrysochloridae.

## Espécies
- Chlorotalpa duthieae (Broom, 1907)
- Chlorotalpa sclateri (Broom, 1907)